# Maria Virgínia (Belo Horizonte)
Maria Virgínia é um antigo bairro de classe média da região Nordeste, da cidade de Belo Horizonte, em Minas Gerais, atualmente integrado ao bairro Palmares.

## Ligações Externas
- Dados gerais sobre a cidade de Belo Horizonte